# Conan O'Brien
Pour les articles homonymes, voir O'Brien.
Conan O'Brien /ˈkoʊnən əˈbɹaɪən/, né le 18 avril 1963 à Brookline (Massachusetts), est un animateur de télévision et humoriste américain.
Animateur du Late Night with Conan O'Brien de NBC à ses débuts, il remplace Jay Leno à la barre du célèbre The Tonight Show pendant moins d'un an de 2009 à 2010 avant de démissionner, et il présente depuis le show Conan sur TBS qui s’arrête en juin 2021. Conan O'Brien fera son retour lors de la 98e cérémonie des Oscars, le 15 mars 2026, en tant qu'animateur.

## Biographie

### Jeunesse et formation
Conan Christopher O'Brien a grandi dans une famille d'origine irlandaise de six enfants à Brookline, une banlieue de Boston. Son père, le docteur Thomas O'Brien, est un médecin au Brigham and Womens' Hospital et un professeur-associé à l'université Harvard. Sa mère, Ruth Reardon O'Brien, est une avocate qui a plaidé pour la firme Ropes & Gray de Boston. Sa sœur Jane est une scénariste et productrice.
Diplômé par la Brookline High School, Conan O'Brien est accepté à l'université Harvard. Pendant son séjour de quatre ans à cette prestigieuse école, il fut rédacteur pour le Harvard Lampoon, le magazine humoristique du campus. Il fut diplômé de Harvard magna cum laude en 1985 avec un Bachelor of Arts en histoire américaine.

### Cinéma
Il fait un caméo dans l'épisode 7 de la première saison de la série de NBC 30 Rock et dans l'épisode 16 de la saison 2 de The Office US. En 2012, il joue son propre rôle dans la saison 2 de la série de Lisa Kudrow, Web Therapy.

### Télévision
Après son diplôme d'Harvard, O'Brien déménagea à Los Angeles. Il se joint au groupe de scripteurs de l'émission Not Necessarily the News, diffusée sur le réseau HBO. Il passa deux ans avec cette équipe. En janvier 1988, le producteur de la célèbre émission Saturday Night Live l'engagea comme scénariste. Durant ses trois ans et demi avec SNL, il écrit de mémorables sketches, tels que Nude Beach, Mr. Short-Term Memory et The Girl Watchers.
Durant le printemps 1991, O'Brien quitta SNL pour produire et écrire un pilote d'une série télé intitulée Lookwell. Cependant, la série mettant en vedette Adam West ne produit pas le succès escompté et fut retirée des ondes par NBC en juillet, après un épisode seulement. L'automne suivant, O'Brien devint scénariste et producteur pour la série de Fox, Les Simpson. De tous les épisodes qu'il a écrits, il considère Marge vs. the Monorail comme son favori. Le 26 avril 1993, Lorne Michaels, producteur à NBC, le choisit pour remplacer David Letterman à la barre du Late Night with David Letterman, qui fut renommé en Late Night with Conan O'Brien. Les trois premières années du talk-show furent difficiles, car les critiques étaient plutôt mauvaises. Depuis 1997, l'équipe de Late Night reçoit continuellement des nominations aux Emmy Awards pour les meilleurs scripts. Le 27 septembre 2004, NBC annonçait que Conan O'Brien remplacera Jay Leno à la barre du The Tonight Show à partir de 2009. Le 20 février 2009, O'Brien anima donc son dernier Late Night puis commença à animer le The Tonight Show à partir du 1er juin 2009 à 23h35. Leno partait lui animer un nouveau talk show sur NBC : The Jay Leno Show à 22h00. 10 janvier 2010, NBC annonça son intention de changer l'horaire du The Jay Leno Show pour cause d'audience catastrophique, afin d'en faire une version plus courte de 30 minutes à 23 h 35 et ainsi de diffuser The Tonight Show à 00 h 05.
Conan O'Brien refusa l'offre de NBC, estimant que le Tonight Show est une émission emblématique aux États-Unis depuis plus de 50 ans, et que sa case horaire ne peut être modifiée. Après plusieurs jours de négociations, O'Brien décida de quitter le poste de présentateur du Tonight Show dès le 22 janvier 2010. Jay Leno reprit son poste au Tonight Show le 1er mars 2010, après la diffusion des Jeux olympiques d'hiver de 2010 sur NBC.
Conan O'Brien a ensuite fait part de son intention d'animer un nouveau talk show du même genre que le The Tonight Show sur une autre chaîne dès que possible. Cependant, une des clauses du contrat de départ de NBC stipule qu'il ne peut animer d'autres émissions, ni même donner d'interviews avant septembre 2010. La chaîne Fox était à ce moment parmi les plus intéressées pour récupérer l'animateur.
Il attire de nouveau l'attention en créant un compte sur Twitter dès le 24 février 2010, puis annonce sur ce même compte le 11 mars 2010 un spectacle qui passera par 30 villes américaines à partir du 12 avril 2010 intitulé The Legally Prohibited From Being Funny On Television Tour.
Le 12 avril 2010, la chaîne TBS annonce qu'un accord a été trouvé entre elle et O'Brien pour y animer un nouveau talk show à partir de novembre 2010. Il anime ainsi un nouveau talk-show, intitulé Conan depuis le 8 novembre 2010.
En novembre 2024, Conan O'Brien est choisi par l'Academy of Motion Picture Arts and Sciences, pour présenter la 97e cérémonie des Oscars le 2 mars 2025 au théâtre Dolby à Hollywood.

## Filmographie

### Comme acteur

#### Cinéma
- 2013 : Insaisissables de Louis Leterrier : lui-même
- 2017 : Lego Batman, le film de Chris McKay : Edward Nygma / l'Homme-Mystère
- 2025 : If I Had Legs I'd Kick You de Mary Bronstein (en) : le thérapeute de Linda

#### Télévision
- 1988-1991 : Saturday Night Live : Plusieurs personnages
- 1993-2009 : Late Night with Conan O'Brien : présentateur
- 1994 : Les Simpson : lui-même (voix) (épisode : Bart devient célèbre)
- 1995 : Mr. Show with Bob and David (en) : lui-même (épisode : The Cry of a Hungry Baby)
- 1996 : The Single Guy (en) : Cameron Duncan (épisode : Rival)
- 1996 : Arliss : lui-même (épisode : Colors of the Rainbow)
- 1998 : Les Dessous de Veronica : lui-même (épisode : Veronica's Night Alone)
- 1998 : Spin City : lui-même (épisode : Dead Dog Talking)
- 1998 : Space Ghost Coast to Coast : lui-même (épisode : Fire Ant)
- 1999 : Futurama : lui-même (voix) (épisode : Xmas Story)
- 1997-2002 : Docteur Katz (Dr Katz, Professional Therapist) : lui-même (voix) (2 épisodes)
- 2000-2011 : Sesame Street : lui-même (voix) (3 épisodes)
- 2001 : Saturday Night Live : hôte (épisode : Conan O'Brien/Don Henley)
- 2002 : The Osbournes : lui-même (épisode : The Osbournes)
- 2002 : 54e cérémonie des Primetime Emmy Awards : présentateur
- 2003 : 55e cérémonie des Primetime Emmy Awards : présentateur
- 2003 : Le Monde merveilleux d'Andy Richter : Freddy Pickering (épisode : Crazy in Rio)
- 2004 : Les Mélodilous (The Backyardigans) : Santa Claus (voix) (épisode : The Action Elves Save Christmas Eve)
- 2005-2008 : Robot Chicken : plusieurs voix (2 épisodes)
- 2006 : The Office : lui-même (épisode : Valentine's Day)
- 2006 : 58e cérémonie des Primetime Emmy Awards : présentateur
- 2006 : O'Grady (en) : Chip (voix) (épisode : Frenched)
- 2006-2013 : 30 Rock : lui-même (2 épisodes)
- 2007 : Robot Chicken: Star Wars (en) : Zuckuss
- 2008 : Robot Chicken: Star Wars Episode II (en) : Zuckuss
- 2009-2010 : The Tonight Show with Conan O'Brien : présentateur
- 2010-2021 : Conan : présentateur
- 2011 : Web Therapy : lui-même (3 épisodes)
- 2012 : Eagleheart (en) : lui-même (épisode : Honor Thy Marshal)
- 2012 : How I Met Your Mother : le patron du bar (épisode : No Pressure)
- 2013 : Arrested Development : lui-même (épisode : The B. Team)
- 2013 : Deon Cole's Black Box (en) : lui-même (épisode : Deon Tries to Reach Out to White People)
- 2013 : Nashville : lui-même (épisode : Never No More)
- 2013 : Philadelphia : lui-même (voix) (épisode : The Gang Broke Dee)
- 2013 : Real Husbands of Hollywood : lui-même (épisode : Rock, Paper, Stealers)
- 2013 : Brody Stevens: Enjoy It! (en) : lui-même (épisode : Conan!)
- 2013 : Les Griffin : lui-même (voix) (épisode : Into Harmony's Way)
- 2014 : Mon comeback (The Comeback) : lui-même (épisode : Valerie Gets What She Wants)
- 2015 : Ground Floor : lui-même (épisode : The Mansfield Who Came to Dinner)
- 2016 : One More Happy Ending (en) : lui-même
- 2018 : Final Space : Clarence
- 2019 : Silicon Valley : lui-même (épisode : Évènement de sortie)
- 2022 : Murderville : lui-même (épisode : L'Assistant du Magicien)

#### Jeux vidéo
- 2012 : Halo 4 : Soldat 1
- 2014 : Lego Batman 3 : Au-delà de Gotham : lui-même
- 2019 : Death Stranding : Le MC ambulant

### Comme scénariste
- 1983-1987 : Not Necessarily the News
- 1987-1991 : Saturday Night Live
- 1992-1993 : Les Simpson
- 2007 : Andy Barker, P.I. (en)

### Comme producteur
- 1991-1993 : Les Simpson
- 2007 : Andy Barker, P.I. (en)
- 2011- : Eagleheart (en)
- 2013 : Deon Cole's Black Box (en)
- 2013-2014 : Super Fun Night
- 2013-2014 : The Pete Holmes Show (en)
- 2015- : The Jack and Triumph Show (en)